# Cibuntu (Simpenan)
Cibuntu is een bestuurslaag in het regentschap Sukabumi van de provincie West-Java, Indonesië. Cibuntu telt 3622 inwoners (volkstelling 2010).